# Passage de l'homme
Passage de l'homme est un roman de Marius Grout publié le 20 août 1943 et ayant obtenu le prix Goncourt la même année.

## Historique
Le roman reçoit le prix Goncourt alors que Simone de Beauvoir pour L'Invitée était pressentie.
Marius Grout est couronné par 5 voix sur 9 pour son livre Passage de l'homme. Les quatre autres voix sont répartis sur les livres suivants : Elissa d'Albine Léger ; Le Cheval blanc d'Elsa Triolet ; Nans le Berger de Thyde Monnier et Causeries de Philippe Henriot.

## Résumé
Passage de l'Homme de Marius Grout est un roman poétique qui explore la quête de sens et de transcendance à travers le personnage d'un homme mystérieux, surnommé simplement « l'Homme », qui arrive dans un village humble. Originaire des contrées "de par-delà le Fleuve", il rêve de partir vers des « Iles » idéalisées, où habitent selon lui des êtres meilleurs, dépositaires de connaissances divines. Sa présence, bien qu'inspirante, suscite la jalousie et l’hostilité des villageois, en particulier du prêtre et de l'instituteur, qui le voient comme une menace à leurs croyances établies.
L'Homme, qui rejette les rites traditionnels de la religion, se marie avec une femme du village et finit par partir avec elle vers les Iles, laissant derrière lui un village en proie à l'apathie et aux malheurs. Après la mort de sa femme et de leur enfant, il revient, désillusionné, pour révéler que les Iles n'étaient qu'un rêve. Sa tentative de partager cette vérité est cependant entravée par la pression des croyances du village. À la suite de son décès prématuré, Geneviève, la sœur de sa femme, choisit de mentir sur son voyage en disant qu'il a trouvé les Iles, alimentant ainsi les espoirs du village.
Le roman se clôt sur la renaissance de ce dernier, avec la construction d'une église et la sanctification du tombeau de l'Homme, devenu un lieu de miracles. À travers ce récit, M. Grout interroge le rapport des individus à la foi et aux illusions qui animent leur existence, tout en soulignant la résilience des croyances humaines face à la réalité.

## Analyse
Défini comme un conte philosophique pessimiste, sans aucun contexte temporel ou géographique avec des personnages très peu nommés, le roman raconte l'histoire d'un homme qui dans un village vante les Îles, un monde idéal. Les villageois ne l'apprécient guère. La morale est basée sur le fait que les Îles sont des utopies. Chantal Delsol indique que Grout voulait théoriser un culte humaniste post-chrétien, sans transcendance et sans le mirage du communisme.

## Accueil critique
André Billy, dans sa critique de Passage de l'Homme, souligne que le roman se place « entre ciel et terre », incorporant à la fois « de l'irréel » et un cadre « schématisé ». Il apprécie la beauté et la force du récit, notant l'utilisation d'un symbole « assez transparent pour être aisément compris » tout en préservant une certaine poésie. Le protagoniste, surnommé l'Homme, « émerveille » le village par ses récits sur les « Iles » et possède une vision « un peu particulière » de la foi, qualifiant la communion traditionnelle de superflue. Toutefois, il est méprisé aussi bien par le prêtre que par l'instituteur, car « les hommes » ne lui pardonnent pas d’être « meilleur qu’eux ». Billy évoque la thématique du mensonge qui entoure le personnage après sa mort, soulignant que Geneviève « prend sur elle de mentir » pour préserver l'espoir du village. Le critique souligne la dimension de renaissance et de foi persistante, se référant à un poème de Verhaeren pour illustrer cette quête d'un idéal insaisissable, où même face à la désillusion, « la foi est tenace chez ces pauvres hommes ». Il termine en remerciant Grout pour avoir su symboliser ce "voyage éternel" des hommes vers « une idée qui fuit leur entendement, une idée qui n'est qu'en eux-mêmes ».
Jean Balensi conclut sa critique par : « Le style, lui-même, sobre à la fois et lourd d'images, retrouve la force sûre des idées élémentaires. La phrase courte est toute chargée d'une poésie qui ne perd rien à l'artifice littéraire, aux «on ne peut pas dire» qui remplacent parfois l'adjectif pour accuser l'impression de complexité des sentiments au fond des âmes les plus innocentes. ».
Marcel Espiau dit dans Les Nouveaux Temps : « Le livre de M. Marius Grout n’est pas sans valeur. C’est un excellent roman de poète qui se déroule dans un village où un homme surgit, apportant avec lui la vision du merveilleux ainsi que les drames que ce merveilleux provoque. Passage de l’Homme porte l’empreinte à la fois du Grand Meaulnes et des Elans de Ramuz. ».

## Éditions
- Passage de l'homme, Éditions Gallimard, coll. « Blanche », 1943,  (ISBN 2070229904)[1].